# Купчинская
Ку́пчинская — грузовая железнодорожная станция 2-го класса на «южной портовой ветви» в Санкт-Петербурге.
Основана в 1930 г. Путевое развитие — 7 путей. От станции ответвляется перемычка на станцию Рыбацкое, путь примыкания на станцию Шушары и подъездные пути к предприятиям. По станции проходит граница Санкт-Петербургского и Санкт-Петербург — Витебского регионов обслуживания Октябрьской железной дороги.
Один маневровый локомотив в дневную смену, в ночную делится пополам со станцией Среднерогатская. В смену: 1 ДСП, 1 ДСПП, 1 ДСД, 2 прсд, 1 ВО-рем. Маневровый локомотив принадлежности ОАО РЖД обслуживает п/п экспедиторских фирм «ТрансЛайнСервис», «Гарант», «Партнер», «Гранит-Кузнечное». Подъездные пути частично обслуживаются ППЖТ (днём и в будни 2 маневровых локомотива, ночью и в выходные — 1).

## Происшествия
28 июля 2020 года на станции произошла авария — по касательной столкнулись и сошли с рельсов два коротких состава с пустыми вагонами, ведомые электровозами 3ЭС4К-070 и 2ЭС4К-039. Пострадал машинист.